# Emstek
Emstek es un municipio situado en el distrito de Cloppenburg, en el estado federado de Baja Sajonia (Alemania), a una altitud de 54 metros. Su población a finales de 2016 era de unos 11 900 habitantes y su densidad poblacional, 110 hab/km².
Se encuentra ubicado a poca distancia al sureste de la ciudad de Oldemburgo, al este de la frontera con Países Bajos.